# Apanteles anapiedrae
Apanteles anapiedrae (лат.) — вид мелких наездников рода Apanteles из подсемейства Microgastrinae семейства бракониды (Braconidae). Обнаружены в Центральной Америке: Коста-Рика (Alajuela).

## Описание
Мелкого размера перепончатокрылые насекомые: длина тела около 2 мм, длина переднего крыла также около 2 мм. Основная окраска тёмно-коричневая. Усики кроткие, их длина менее чем 0,7 от длины тела. Гладкая боковая поверхность скутеллюма очень узкая и мелкая, её максимальная высота 0,2 от всей высоты боковой поверхности. Соотношение длины и ширины птеростигмы: 3,1-3,5. Паразитируют на молевидных бабочках из семейства листовёртки (Aesiocopa necrofolia, Tortricidae).
Apanteles anapiedrae сходен с видовыми группами A. diatraeae и A. guadaluperodriguezae по своему немного сплющенному телу (дорзо-вентрально), коротким усикам и мелким размерам.
Вид был впервые описан в 2014 году канадским энтомологом Хосе Фернандес-Триана (Jose L. Fernández-Triana; Department of Integrative Biology and the Biodiversity Institute of Ontario, University of Guelph, Гелф, Онтарио, Канада) и назван в честь Аны Пиедра (Ana Piedra; ACG Programa de Contabilidad, Коста-Рика). В 2020 году авторы высказали предположение, что этот вид может принадлежать и к другим близким родам: Dolichogenidea, Pholetesor или Parapanteles.